# (37063) 2000 UX45
2000 UX45 (asteroide 37063) é um asteroide da cintura principal. Possui uma excentricidade de 0.02758700 e uma inclinação de 2.39844º.
Este asteroide foi descoberto no dia 24 de outubro de 2000 por LINEAR em Socorro.